# شعر در جهان اسلام
شعر در جهان اسلام در سه زبان مهم عربی، فارسی و ترکی به اوج رونق خود رسید. دو زبان دیگر در شعر اسلامی، زبان اردو و زبان بنگالی هستند.

## شعر در صدر اسلام
پس از ظهور اسلام، شعر و شاعری دچار رکود شد. قرآن در آیات ۲۲۴ تا ۲۲۷ سورهٔ الشعرا، کسانی را که از شعرا(ی بی ایمان ) تبعیت کرده‌اند، سرزنش کرده و آن‌ها را گمراه دانسته است و فقط شاعرانی را استثناء کرده‌است که ایمان آورده و عمل‌های شایسته نموده و خدا را بسیار به یاد آورده باشند. در این آیات به ترجمه آیت الله مشکینی آمده‌است : "و (پیامبر شاعر نیست، زیرا) شاعران را گمراهان پیروی می‌کنند. آیا ندیده‌ای که آن‌ها در هر وادیی (از افکار خیالی) سرگردانند؛ و آن‌ها می‌گویند آن چه را خود انجام نمی‌دهند؟! مگر کسانی (از آن‌ها) که ایمان آورده و عمل‌های شایسته نموده و خدا را بسیار به یاد آورده و پس از آن که ستم دیده‌اند انتقام گرفته‌اند، و به زودی کسانی که ظلم کردند خواهند دانست که به کدامین بازگشتگاه باز می‌گردند."   شاعرانی که به اسلام گرویدند مُخَضرَم نامیده شدند. سرآمد شاعران مخضرم، حسان بن ثابت انصاری بود که زمان محمد و خلفای راشدین را درک کرد.
رکود شعر و شاعری در زمان خلفای راشدین نیز ادامه یافت؛ این خلفا سیاست سخت و خشنی را نسبت به شاعران پیش گرفتند؛ از یک سو این خلفا مدح و هجو و مباهات و قبیله‌گرایی را نکوهش می‌کردند و از سوی دیگر شاعران را از آوردن مضامین قدیمی فرهنگ عرب مانند شراب و زن در اشعارشان نهی می‌کردند.
امویان پس از آن که به خلافت اسلامی دست یافتند، در گسترش ادبیات و شعر سعی کردند و شعر درباری را گسترش دادند. در این دوره، هجا و مباهات در قالب غزل در میان شاعران شیوع یافت. همچنین ادبیات عرب به سوی عنصر عشق و شمشیر بازگشت کرد.
ابن‌خلدون نخستین کسی بود که شعر اموی را بر شعر جاهلی و نیز بر شعر صدراسلام برتری داد. در این دوره شاعرانی چون فرزدق، به مدح امویان و ذمّ دشمنان آن‌ها در قالب قصیده می‌پرداختند. شاعر دیگر الاخطل به شرابخوارگی می‌پرداخت و در وصف شراب شعر می‌سرود.
با ظهور عباسیان، حمایت دربار از استعدادهای شاعری افزایش یافت. در این دوره، مفاهیم اخلاقی از سرگرفته شد. شعر فلسفی با ابولعلاء معری به اوج استواری خود رسید. قصاید و غزلیات عرفانی نیز گسترش یافت. در عصر عباسی، عنصر شراب که پیش از آن نیز در ادب عرب اهمیت داشت، به هنری مستقل تبدیل شد و خمریه‌سرایی رواج یافت.
در اواخر عصر عباسی، بلاد اسلامی بر اثر حمله مغول‌ها و غلبه ترکان عثمانی به ضعف انجامید.

## شعر فارسی
قدیمی‌ترین نمونه‌های موجود شعر فارسی به اواسط سده سوم باز می‌گردد؛ این اشعار به دوره طاهریان و سپس صفاریان بازمی‌گردد. بزرگ‌ترین شاعران پارسی‌سرا در این دوره رودکی، شهید بلخی و فردوسی بودند.
عرفا و متصوفه، زبان فارسی را برای بیان معتقدات خود به کار بردند. ابوسعید ابوالخیر، سنایی، فریدالدین عطار، مولوی و حافظ از این دسته هستند. برخی از شعرای فارسی‌گو مانند سعدی به زبان عربی نیز شعر می‌سرودند.

## شعر ترکی
پس از اسلام آوردن، هنوز عده‌ای از ترکان به حفظ ادبیات ترکی توجه داشتند.
از نخستین شاعران اسلامی ترکی می‌توان به یوسف خاص حاجب بلاساغونی اشاره کرد که مثنوی گران جای قوتادغو بیلیگ را در اواسط قرن چهارم هجری پدید آورده است. این کتاب در اصل ماهیت اخلاقی دارد و می‌توان آن را یک پندنامه اسلامی نامید.
بعد از یوسف حاجب خاص می‌توان به شعرای ترکی گویی مانند ادیب احمد یوکناکی خالق عتبه‌الحقایق، خواجه احمد یسوی خالق دیوان حکمت، علی خوارزمی خالق قصه یوسف، خواجه احمد فقیه خالق چرخ‌نامه، شیاد حمزه، خواجه دهانی، سلطان ولد، علی خلیل اوغلو خالق یوسف و زلیخا، بایرک قوشچو اوغلو، قاضی برهان الدین، شیخ محمود شبستری، غریبی، شیخ شرف خیوه‌ای خالق رونق‌الاسلام و شاه اسماعیل ختایی اشاره کرد.
با ظهور امیرعلیشیر نوایی، ادبیات چغتایی به اوج خود رسید و سلطان بابر نیز به قدرتمند شدن ادبیات چغتایی کمک زیادی کرد.
در قرن دهم، قدرت سیاسی عثمانی به رونق ادبیات ترکی انجامید. در این عصر، آگاهی از زبان ادبی عثمانی به‌طور کلی در میان مسلمانان طبقه پایین و نیز در نواحی که جمعیتشان ترک‌زبان نبودند یا به لهجه ترکی غیر از ترکی عثمانی سخن می‌گفتند، رواج یافت. بزرگ‌ترین شاعری که در این دوره به مثنوی‌های عاشقانه روی آورد، نوعی‌زاده عطایی بود. کتب دینی و عرفانی و شرح حال اولیا و کتب تعلیمی طریقت‌های گوناگون در این قرن نیز به ترکی نوشته می‌شد. در قرن سیزدهم، شعر ترکی عثمانی دچار رکود شد؛ در قرن‌های بعدی ادبیات ترکی به صورت ادبیات عامه جلوه‌گر شد.

## منبع
- هنرهای اسلامی؛ میرمحمد شریف، مرکز نشر دانشگاهی تهران، ۱۳۸۲
- تاریخ زبان و لهجه‌های ترکی؛ جواد هیئت